# گلف استریم

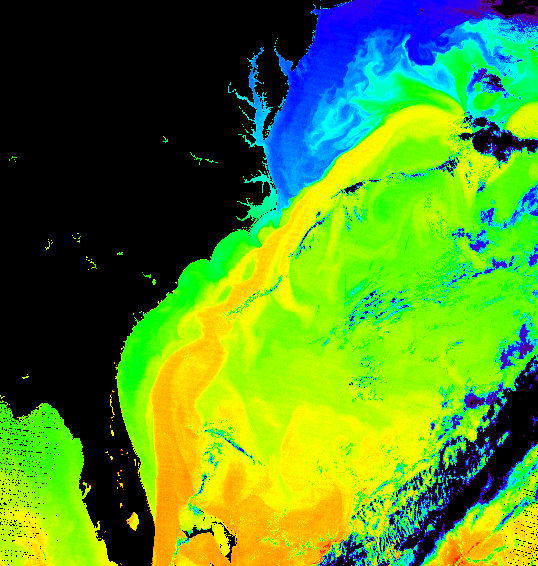
جریان گلف استریم به رنگ زرد در نقشه اقیانوس آتلانتیک منبع: ناسا.

گلف استریم (به انگلیسی: Gulf Stream) یک جریان اقیانوسی گرم و قوی است که در اقیانوس اطلس جریان دارد و در حدود ۳۰°W, 40°N، به دو بخش تقسیم می‌شود، بخش شمالی به شمال اروپا می‌رود و بخش جنوبی به غرب آفریقا.
گلف استریم همچون رودخانه‌ای که به جای خشکی، در میان آب‌های اقیانوس، پیشروی می‌کند و پهنای آن از مجموع پهنای همه رودخانه‌های دنیا بیشتر است.

## خصوصیات

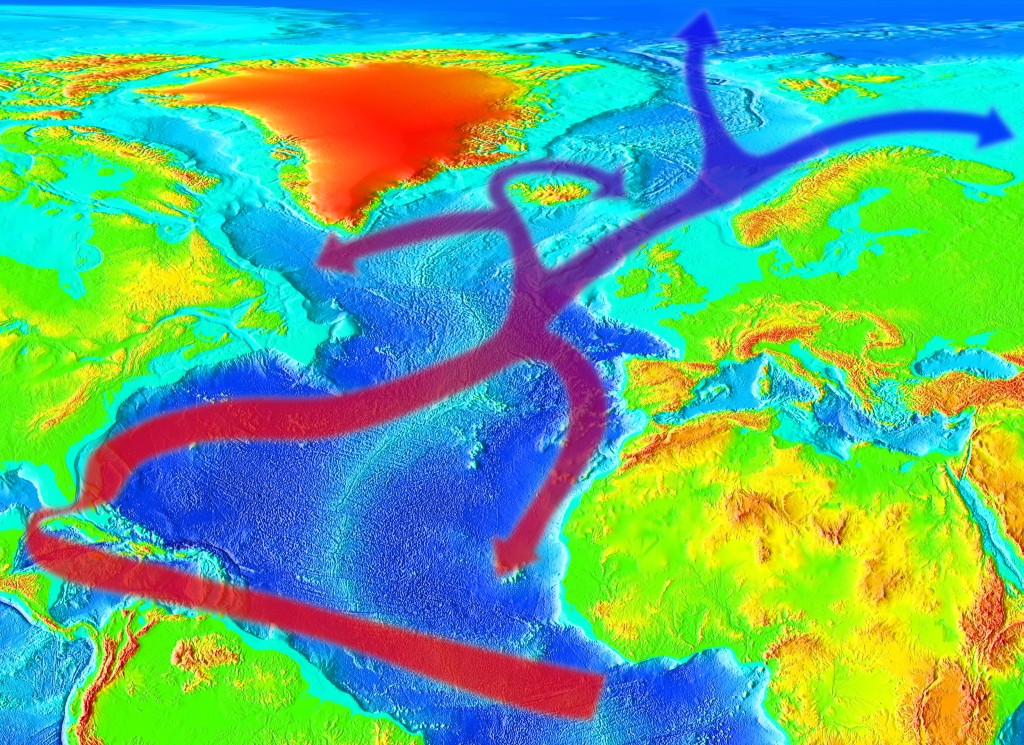
مسیر گلف استریم و قاره اروپا و آمریکا

گلف استریم حدود ۱۰۰ کیلومتر عرض و ۸۰۰ تا ۱٬۲۰۰ متر عمق دارد و سرعت آب در سطح آن ۲٫۵ متر در ثانیه است و حرارتی که توسط آن انتقال می‌یابد برابر با ۱٫۴ پتاوات (۱۵ ۱۰ وات) است که برابر با صد برابر انرژی مصرفی جهان می‌باشد.
جریان آب‌های گلف استریم رنگ مشخصی دارد. رنگ گلف استریم آبی نیلی روشن است بنابراین جریانش در میان آب‌های سبز و خاکستری رنگ اطراف خود، به خوبی نمایان است. آب گلف استریم از حرکت آب‌های سطحی نزدیک استوا، در اقیانوس اطلس، جریان می‌یابد، و این «جریان» به سوی غرب به پیش می‌رود. طول آن ۱۲۰۰۰ مایل می‌باشد و مسافت آن برای طی این مسیر حدود سه سال می‌باشد. که برای اثبات این ادعا دانشمندان تعدادی از بطری‌های محتوی نامه به زبان‌های متفاوت را در مسیر جریان گلف استریم قرار دادند و این بطری‌ها بعد از ۳ سال به نقطه ابتدایی رسیدند.
چون که شروع گلف استریم در یک ناحیهٔ بسیار گرم جهان است، خود آن نیز یک جریان آب گرم به‌شمار می‌آید و وجود چنین جریان بزرگی از آب گرم سبب دگرگونی‌های چشمگیری در آب و هوای بسیاری از مناطق جهان شده‌است و به دلیل وجود گلف استریم، لندن و پاریس نیز دارای آب و هوای ملایم زمستانی گردیده‌اند و گرنه این دو شهر مانند لابرادور جنوبی در شمال شرق کانادا، در شمال قرار دارند و باید مانند آن، زمستانی بسیار طولانی و سرد داشته باشند.
حرارت جریان آب گرم گلف استریم مساوی حرارتی است که از سوزاندن دو میلیون تن زغال بدست می‌آید. شدت و قدرت حرارت این جریان به حدی است که قادر است هوای تمام کشورهای شمالی اروپا را گرم کند. اگر فرضاً مقدار ۱۵ درجه از حرارت این رودخانه کاسته شود احتمالاً تمام کشورهای شمالی اروپا مخصوصاً انگلستان دچار یخبندان می‌گردند.

## تاریخچه
تاریخچهٔ کشف گلف استریم به سده ۱۶ میلادی بازمی‌گردد. یکی از دریانوردان معروف جهان هنگام مسافرت به فلوریدا متوجه شد که کشتیش با اینکه در جهت باد موافق در حرکت است، به عقب کشیده می‌شود و این موضوع برای این دریانورد بینهایت تعجب‌آور بود. بنیامین فرانکلین برای اولین بار نقشهٔ مسیر حرکت گلف استریم را با کمک تعدادی از دریانوردان ماهر تنظیم کرد و چنین نتیجه گرفته شد که اگر کشتی‌ها از روی این جریان گرم به سوی اروپا حرکت کنند دو هفته زودتر به مقصد خواهند رسید.

## گرم شدن کره زمین (گرمایش جهانی)
گرم شدن تدریجی آبهای اقیانوس‌ها بعلت پدیده گرم شدن گلخانه‌ای زمین باعث ذوب شدن یخ‌های قطب جنوب شده که بر روی جریان گلف استریم در اقیانوس اطلس تأثیر گذاشته و آن را نابود می‌کند. امروزه ثابت شده که جریان گلف‌استریم یکی از عوامل اصلی تعادل جوی در کره زمین است. اما خود این جریان به شدت ناپایدار است به‌طوری‌که تغییرات شدید درجه حرارت آب اقیانوس به راحتی باعث اختلال در آن می‌شود. بسیاری از دانشمندان وقوع دورانهای مختلف یخبندان در گذشته را به برهم خوردن تعادل جریان گلف‌استریم نسبت می‌دهند.